# Gällabjär
Gällabjär er et 126,1 ha stort naturreservat ejet af Naturvårdsverket, der ligger 2 km nordøst for Röstånga i Svalövs kommun i Skåne, Sverige.

## Historie
Toppen af Gällabjär er et basaltkop, en udslukt vulkankegle, der opstod under juratiden, da der var vulkansk aktivitet i Skåne. Vulkankeglen er senere blevet formet af den seneste istid. Siden 1977 har Gällabjär været et naturreservat, og siden 2005 et Natura 2000-område med en bevarelsesplan, der skal sikre naturværdierne.

## Gällabjär i dag
Gällabjär er Skånes største vulkanruin og naturreservatet består af varieret natur, såsom tørre heder og kær, bøge- og egeskov og græsgange for kvæg. Skåneleden går over toppen af Gällabjär.

## Kaolinbrydning
I 1980'erne gjordes et kaolinfund i Billinge ved Gällabjer. I 1994 søgte Wermland Gold Mining Ltd. (nu "svensk Kaolin") om tilladelse til at bryde kaolinen. Dette førte til protester på grund af den følsomme natur i nærheden, og i 2002 gav Miljödomstolen afslag. I 2007 indsendte samme selskab en ny ansøgning.

## Gällabjer, Gällabjär eller Jällabjär
Stavemåden af området varierer:
- Naturvårdsverket[1] og Länsstyrelsen i Skåne län[4] staver naturreservat Gällabjer.
- Som Natura 2000-område staves det Gällabjär af Länsstyrelsen i Skåne län[2].
- Stavningen på informationstavlen ved naturreservatet og landmålerkort er Jällabjär.
- Også stavningen Jällabjer forekommer.